# Mario Vargas Llosa
Mario Vargas Llosa (født 28. marts 1936 i Arequipa, død 13. april 2025 i Lima) var en peruansk forfatter, journalist og politiker. Han blev anset som en af sin generations førende spansksprogede romanforfattere.
Vargas Llosa blev tildelt Nobelprisen i litteratur i 2010.